# 埃爾姆鎮區 (內布拉斯加州蓋奇縣)
埃爾姆鎮區（英語：Elm Township）是位於美國內布拉斯加州蓋奇縣的一個行政鎮區。

## 地方資料
埃爾姆鎮區的面積為92.98平方千米，當中陸地面積為91.37平方千米，而水域面積為0.61平方千米。根據2020年美國人口普查的數據，當地共有人口140人，而人口密度為每平方千米1.51人。